# Чавес, Федерико
Федерико Чавес Кареага (исп. Federico Chaves Careaga; 15 февраля 1882 — 24 апреля 1978) — президент Парагвая в 1949–1954 годах..

## Биография
Родился 15 февраля 1882 года в Парагуари. Его родителями были португалец Федерико Чавес и парагвайка Фелисия Кареага.
Получил диплом юриста в 1905 году и вскоре стал лидером правого крыла партии Колорадо (Национальной республиканской партии). Когда его партия вошла в коалиционное правительство в 1946 году, был назначен главой Верховного суда. Служил в качестве министра иностранных дел Парагвая с 1947 года, пока не стал президентом в 1949 году. Изначально был избран сроком на три года и позже был переизбран в 1953 году. Когда попытался укрепить свой режим, вооружив национальную полицию в ущерб армии в 1954 году, произошёл государственный переворот во главе с генералом Альфредо Стресснером, и Чавес был свергнут.
Умер в 1978 году в Асунсьоне от естественных причин. Был похоронен со всеми государственными почестями.